# Mademoiselle ma femme
Pour les articles homonymes, voir Mademoiselle ma femme (homonymie).
Mademoiselle ma femme est une comédie en 1 acte mêlée de couplets d'Eugène Labiche, représentée pour la 1re fois à Paris au Théâtre du Palais-Royal le 9 avril 1846.

- Collaborateur Auguste Lefranc.
- Éditions Beck

## Distribution
| Acteurs et actrices ayant créé les rôles |                   |
| Personnage                               | Acteur ou actrice |
| De Sallanches                            | Luguet            |
| Naquet                                   | Grassot           |
| De Noirmont                              | M. Meynardier     |
| Henriette de Sallanches                  | Mlle Nathalie     |
| Mathilde de Noirmont                     | Mme Grassot       |
| Félix, domestique de Sallanches          | M. Ferdinand      |
| Pierre, domestique de l'hôtel            | M. Remi           |